# 奧斯特恩艾特希爾

電影《魔戒》裡展示的奧斯特恩艾特希爾遺址。

在托爾金（J. R. R. Tolkien）小說的中土大陸裡，奧斯特恩艾特希爾（Ost-in-Edhil）是伊瑞詹（Eregion）的都城。
奧斯特恩艾特希爾是第二紀元由諾多族精靈建立的，位於西瓦南河（Sirannon）及格蘭督因河（Glanduin）的交匯處，奧斯特恩艾特希爾有一大路通往迷霧山脈（Misty Mountains）下的凱薩督恩（Khazad-dûm）。
費諾（Fëanor）後裔凱勒布理鵬（Celebrimbor）統治奧斯特恩艾特希爾。諾多族精靈在這裡鑄造力量之戒。在精靈與索倫之戰爭（War of the Elves and Sauron）期間，奧斯特恩艾特希爾被索倫（Sauron）的軍隊被完全摧毀，其遺址直至第三紀元依然存在。
魔戒遠征隊（Fellowship of the Ring）在前往摩瑞亞的途中路經奧斯特恩艾特希爾的遺址。